# Florina (regional enhed)
Florina (græsk: Περιφερειακή Ενότητα Φλώρινας, Perifereiakí Enótita Flórinas) er en af de regionale enheder i Grækenland og ligger i periferien Vestmakedonien, i den geografiske region Makedonien, Grækenland. Dens hovedstad er byen Florina med en befolkning på omkring 49.500 (2019).

## Geografi
Florina grænser op til de regionale enheder Pella mod øst, Kozani mod syd og Kastoriá mod sydvest. Ved de græske internationale grænser støder den op til Albanien (Korçë County) mod vest, Nordmakedonien (Bitola og Resen kommuner) mod nord og Prespasøen mod nordvest, hvor de to grænser krydser hinanden.Vegoritidasøen ligger i øst.
I området ligger bjergene Verno (2.128 moh.), Varnous (2.117 moh.) og Voras (2.524 moh.).

## Administration
Fra 2011 er den regionale enhed Florina inddelt i 3 kommuner. Disse er (nummer som på kortet i infoboksen): 
- Amyntaio (2)
- Florina (1)
- Præspes (3)

### Præfektur
Florina blev oprettet som præfektur (græsk: Νομός Φλώρινας, Nomós Flórinas i 1915. Som en del af Kallikratis-regeringsreformen i 2011 blev den regionale enhed Florina oprettet ud fra det tidligere præfektur Florina. Præfekturet havde samme udstrækning som den nuværende regionale enhed. Samtidig blev kommunerne omorganiseret, ifølge nedenstående tabel.
| Ny kommune | Gamle kommuner | Sæde     |
| ---------- | -------------- | -------- |
| Amyntaio   | Amyntaio       | Amyntaio |
| Amyntaio   | Aetos          | Amyntaio |
| Amyntaio   | Variko         | Amyntaio |
| Amyntaio   | Lechovo        | Amyntaio |
| Amyntaio   | Nymfaio        | Amyntaio |
| Amyntaio   | Filotas        | Amyntaio |
| Florina    | Florina        | Florina  |
| Florina    | Kato Kleines   | Florina  |
| Florina    | Meliti         | Florina  |
| Florina    | Perasma        | Florina  |
| Prespes    | Prespes        | Laimos   |
| Prespes    | Krystallopigi  | Laimos   |

Der tales en bred vifte af dialekter tales i området, sammen med den officielle standard og lokale makedonske varianter af græsk. Et mindretal af mennesker taler de lokale makedonske slaviske dialekter og især den nedre Prespa-dialekt og Prilep-Bitola-dialekten.

## Landbrug
Florina er rig på landbrug. Hovedproduktionen er peberfrugter, bønner og ferskner. Bønner produceres nær Prespasøen.